# アシドチオバシラス目
アシドチオバシラス目（アシドチオバシラスもく、Acidithiobacillales）は、プロテオバクテリア門アシドチオバシラス綱の目であり、アシドチオバシラス属（Acidithiobacillus）とサーミチオバシラス属（Thermithiobacillus）を含む。もともと、両属ともベータプロテオバクテリア綱のチオバシラス属に含まれていたが、現在はアシドチオバシラス綱に分類されている。